# Carnaval de Rio 2019
Cette page répertorie les participants de tous les carnavals de Rio 2019.

## Groupe Spécial

### Défilé Groupe Spécial
| 3 mars 2019                           |
| Império Serrano                       |
| Unidos do Viradouro                   |
| Acadêmicos do Grande Rio              |
| Acadêmicos do Salgueiro               |
| Beija-Flor                            |
| Imperatriz Leopoldinense              |
| Unidos da Tijuca                      |
| 4 mars 2019                           |
| São Clemente                          |
| Unidos de Vila Isabel                 |
| Portela                               |
| União da Ilha do Governador           |
| Paraíso do Tuiuti                     |
| Estação Primeira de Mangueira         |
| Mocidade Independente de Padre Miguel |

### Samba Enredo Groupe Spécial
| Piste                       | École                                 | Titre                                                                       | Auteur |       |
| Interprète                  |                                       |                                                                             | |       |
| --------------------------- | ------------------------------------- | --------------------------------------------------------------------------- | --- | ----- |
| 1                           | Beija-Flor                            | Quem não viu vai ver... As Fábulas da Beija-Flor                            | Di Menor BF Julio Assis Kiraizinho Diego Oliveira Fabinho Ferreira Diogo Rosa Serginho Aguiar Dr. Rogério Kaká Kalmão Márcio França Jorge Aila Carlinhos Ousadia | [ 2 ] |
| Neguinho da Beija-Flor      |                                       |                                                                             | |       |
| 2                           | Paraíso do Tuiuti                     | O Salvador da Pátria                                                        | Dona Zezé Jurandir Aníbal Moacyr Luz Claudio Russo |       |
| Celsinho Mody Grazzi Brasil |                                       |                                                                             | |       |
| 3                           | Acadêmicos do Salgueiro               | Xangô                                                                       | Demá Chagas Marcelo Motta Renato Galante Fred Camacho Leonnardo Gallo Getúlio Coelho Vanderlei Sena Francisco Aquino                                             |       |
| Emerson Dias                |                                       |                                                                             | |       |
| 4                           | Portela                               | Na Madureira moderníssima, hei sempre de ouvir cantar uma Sabiá             | Jorge do Batuke Valtinho Botafogo Rogério Lobo Beto Aquino Claudinho Oliveira José Carlos Zé Miranda D'Dousa Araguaci                                            | [ 3 ] |
| Gilsinho                    |                                       |                                                                             | |       |
| 5                           | Estação Primeira de Mangueira         | História pra ninar gente grande                                             | Deivid Domênico Tomaz Miranda Mama Márcio Bola Ronie Oliveira Danilo Firmino                                                                                     |       |
| Marquinho Art'Samba         |                                       |                                                                             | |       |
| 6                           | Mocidade Independente de Padre Miguel | Eu sou o Tempo. Tempo é Vida                                                | Jefinho Rodrigues Diego Nicolau Marquinho Índio Jonas Marques Richard Valença Roni Pit’sTop Orlando Ambrosio Cabeça do Ajax                                      | [ 4 ] |
| 6                           | Mocidade Independente de Padre Miguel | Eu sou o Tempo. Tempo é Vida                                                | Wander Pires | [ 4 ] |
| 7                           | Unidos da Tijuca                      | Cada macaco no seu galho. Ó, meu pai, me dê o pão que eu não morro de fome! | Márcio André Daniel Katar Diego Moura ChannelMaia Renan Filho Edson Carvalho Junior Trindade                                                                     |       |
| 7                           | Unidos da Tijuca                      | Cada macaco no seu galho. Ó, meu pai, me dê o pão que eu não morro de fome! | Wantuir |       |
| 8                           | Imperatriz Leopoldinense              | Me dá um dinheiro aí                                                        | Elymar Santos Maninho Do Ponto Julinho Maestro Dudu Miler Márcio Pessi Jorge Arthur                                                                              |       |
| 8                           | Imperatriz Leopoldinense              | Me dá um dinheiro aí                                                        | Arthur Franco |       |
| 9                           | Unidos de Vila Isabel                 | Em nome do Pai, do Filho e dos Santos, A Vila canta a cidade de Pedro       | André Diniz Evandro Bocão Professor Wladimir Júlio Alves Marcelo Valência Dedé Augusto Ivan Ribeiro                                                              | [ 5 ] |
| 9                           | Unidos de Vila Isabel                 | Em nome do Pai, do Filho e dos Santos, A Vila canta a cidade de Pedro       | Tinga | [ 5 ] |
| 10                          | União da Ilha do Governador           | A peleja poética entre Raquel e Alencar no avarandado do céu                | Myngal Marcelão da Ilha Roger Linhares Marinho Cap. Barreto Eli Doutor Fernando Nicola , Marco Moreno                                                            |       |
| 10                          | União da Ilha do Governador           | A peleja poética entre Raquel e Alencar no avarandado do céu                | Ito Melodia |       |
| 11                          | São Clemente                          | E o Samba Sambou...                                                         | Helinho 107 Mais Velho Nino Chocolate |       |
| 11                          | São Clemente                          | E o Samba Sambou...                                                         | Leozinho Nunes Bruno Ribas Larissa Luz |       |
| 12                          | Acadêmicos do Grande Rio              | Que nunca?... Que atire a primeira pedra!                                   | André Diniz Claudio Russo Moacyr Luz Licinho Júnior Elias Bililico G.Martins                                                                                     | [ 6 ] |
| 12                          | Acadêmicos do Grande Rio              | Que nunca?... Que atire a primeira pedra!                                   | Evandro Malandro | [ 6 ] |
| 13                          | Império Serrano                       | O Que É, O Que É?                                                           | Gonzaguinha |       |
| 13                          | Império Serrano                       | O Que É, O Que É?                                                           | Silas Leléu Anderson Paz |       |
| 14                          | Unidos do Viradouro                   | Viraviradouro                                                               | Renan Gêmeo Bebeto Maneiro Thiago Carvalhal Ludson Areia JR. Filhão Raphael Richaid Ricardo Neves Carlinhos Viradouro                                            | [ 7 ] |
| 14                          | Unidos do Viradouro                   | Viraviradouro                                                               | Zé Paulo Sierra | [ 7 ] |

### Résultats Groupe Spécial
| Pos | Samba schools                         | Pts   | Classification Relégué |
| --- | ------------------------------------- | ----- | ---------------------- |
| 1   | Estação Primeira de Mangueira         | 270   | Champion Carnaval      |
| 2   | Unidos do Viradouro                   | 269.7 | Resté Groupe Spécial   |
| 3   | Unidos de Vila Isabel                 | 269.4 | Resté Groupe Spécial   |
| 4   | Portela                               | 269.3 | Resté Groupe Spécial   |
| 5   | Acadêmicos do Salgueiro               | 269.3 | Resté Groupe Spécial   |
| 6   | Mocidade Independente de Padre Miguel | 269   | Resté Groupe Spécial   |
| 7   | Unidos da Tijuca                      | 268.8 | Resté Groupe Spécial   |
| 8   | Paraíso do Tuiuti                     | 268.5 | Resté Groupe Spécial   |
| 9   | Acadêmicos do Grande Rio              | 267.9 | Resté Groupe Spécial   |
| 10  | União da Ilha do Governador           | 267.7 | Resté Groupe Spécial   |
| 11  | Beija-Flor                            | 267.6 | Resté Groupe Spécial   |
| 12  | São Clemente                          | 267.4 | Resté Groupe Spécial   |
| 13  | Imperatriz Leopoldinense,             | 266.6 | Relégué Série A        |
| 14  | Império Serrano                       | 263.8 | Relégué Série A        |

## Série A

### Défilé Série A
| 1er mars 2019             |
| Unidos da Ponte           |
| Alegria da Zona Sul       |
| Acadêmicos da Rocinha     |
| Acadêmicos de Santa Cruz  |
| Unidos de Padre Miguel    |
| Inocentes de Belford Roxo |
| Acadêmicos do Sossego     |
| 2 mars 2019               |
| Unidos de Bangu           |
| Renascer de Jacarepaguá   |
| Estácio de Sá             |
| Unidos do Porto da Pedra  |
| Império da Tijuca         |
| Acadêmicos do Cubango     |

### Samba Enredo Série A
| Piste                    | École                     | Titre                                                     | Auteur |        |
| Interprète               |                           |                                                           | |        |
| ------------------------ | ------------------------- | --------------------------------------------------------- | --- | ------ |
| 1                        | Unidos de Padre Miguel    | Qualquer Semelhança não terá sido Mera Coincidência       | Jefinho Rodrigues Igor Leal Jonas Marques Wagner Santos Gulle Eli Penteado Ruth Labre Roni Pit’Stop                                                                                 | [ 11 ] |
| Pixulé                   |                           |                                                           | |        |
| 2                        | Unidos do Porto da Pedra  | Antônio Pitanga - Um Negro em Movimento                   | Bira Claudinho Guimarães Duda SG Márcio Rangel Alexandre Villela Guilherme Andrade Adelyr Bruno Soares Rafael Raçudo Paulo Borges Eric Costa Oscar Bessa                            | [ 12 ] |
| Luizinho Andanças        |                           |                                                           | |        |
| 3                        | Inocentes de Belford Roxo | O Frasco do Bandoleiro                                    | Claudio Russo André Diniz | [ 13 ] |
| Nino do Milênio          |                           |                                                           | |        |
| 4                        | Acadêmicos do Cubango     | Igbá Cubango, a alma das coisas e a arte dos milagres     | Robson Ramos Sardinha Duda Tonon Anderson Lemos Ailtinho Sérgio Careca Carlão do Caranguejo Samir Trindade                                                                          | [ 14 ] |
| Thiago Brito             |                           |                                                           | |        |
| 5                        | Estácio de Sá             | A fé que emerge das águas                                 | Alexandre Naval, Edson Marinho, Tinga, Jorge Xavier, Luiz Sapatinho, Cláudio, Álvaro Roberto                                                                                        | [ 15 ] |
| Serginho do Porto        |                           |                                                           | |        |
| 6                        | Império da Tijuca         | Império do Café, o Vale da Esperança                      | Diego Nicolau Pixulé Braguinha Cromadinho Jota Tinga | [ 16 ] |
| Daniel Silva             |                           |                                                           | |        |
| 7                        | Alegria da Zona Sul       | Saravá, Umbanda!                                          | Márcio André Neyzinho do Cavaco Lopita 77 Ribeirinho Elson Ramires Beto Rocha Telmo Augusto Fábio Xavier China Girão Samir Trindade                                                 | [ 17 ] |
| Igor Vianna              |                           |                                                           | |        |
| 8                        | Renascer de Jacarepaguá   | Dois de Fevereiro no Rio Vermelho                         | Moacyr Luz Claudio Russo Diego Nicolau | [ 18 ] |
| Diego Nicolau            |                           |                                                           | |        |
| 9                        | Acadêmicos de Santa Cruz  | Ruth de Souza – Senhora liberdade. Abre as asas sobre nós | Samir Trindade Elson Ramirez Júnior Fionda | ,      |
| Roninho                  |                           |                                                           | |        |
| 10                       | Acadêmicos da Rocinha     | Bananas para o preconceito                                | Claudio Russo Diego Nicolau Renato Galante Kirrazinho Ralf Fadico | [ 21 ] |
| Ciganerey                |                           |                                                           | |        |
| 11                       | Unidos de Bangu           | Do ventre da Terra, Raízes para o Mundo                   | Samir Trindade André Kaballa Marcio de Deus Wellington Amaro Paulinho Ferreira Henrique Costa Fabio Fonseca Fabio Martins Neizinho do Cavaco Julio Assis Marlon P. Vinícios Sombra  | [ 22 ] |
| Tem-Tem Jr Luís Oliveira |                           |                                                           | |        |
| 12                       | Acadêmicos do Sossego     | Não se meta com minha fé. Acredite em quem quiser         | Felipe Filósofo Orlando Ambrósio Bertolo Michel do Alto Joca Fábio Borges Serginho Rocco W. Motta Ademir Ribeiro Diego Tavares Mário da Vila Progresso Gilmar L. Silva Lucas Donato | [ 23 ] |
| Guto Juliana Pagung      |                           |                                                           | |        |
| 13                       | Unidos da Ponte           | Oferendas                                                 | Jorginho da Ponte | [ 24 ] |
| Lico Monteiro Tiganá     |                           |                                                           | |        |

### Résultats Série A
| Pos | Samba schools             | Pts   | Classification Relégué |
| --- | ------------------------- | ----- | ---------------------- |
| 1   | Estácio de Sá             | 270   | Promus Groupe Spécial  |
| 2   | Acadêmicos do Cubango     | 269.5 | Resté Série A          |
| 3   | Unidos do Porto da Pedra  | 268.2 | Resté Série A          |
| 4   | Império da Tijuca         | 268.1 | Resté Série A          |
| 5   | Acadêmicos de Santa Cruz  | 267.7 | Resté Série A          |
| 6   | Unidos de Padre Miguel    | 266.9 | Resté Série A          |
| 7   | Renascer de Jacarepaguá   | 266.9 | Resté Série A          |
| 8   | Unidos de Bangu           | 266.3 | Resté Série A          |
| 9   | Inocentes de Belford Roxo | 265.9 | Resté Série A          |
| 10  | Unidos da Ponte           | 265.7 | Resté Série A          |
| 11  | Acadêmicos da Rocinha     | 265.5 | Resté Série A          |
| 12  | Acadêmicos do Sossego     | 265.4 | Resté Série A          |
| 13  | Alegria da Zona Sul       | 265.3 | Précédemment LIVRES    |

## Série B

### Défilé Série B
| 5 Mars 2019                     |
| Unidos de Lucas                 |
| Siri de Ramos                   |
| Lins Imperial                   |
| Tradição                        |
| União do Parque Curicica        |
| Arame de Ricardo                |
| Vizinha Faladeira               |
| Acadêmicos do Engenho da Rainha |
| Em Cima da Hora                 |
| União de Maricá                 |
| Acadêmicos de Vigário Geral     |

### Samba Enredo Série B
| Pis. | Écoles de Samba                 | Titres                                                                        | Auteurs | Interprètes                  |
| Pis. | Écoles de Samba                 | Titres                                                                        | Auteurs | Special Participation        |
| ---- | ------------------------------- | ----------------------------------------------------------------------------- | --- | ---------------------------- |
| 1    | Unidos de Lucas                 | Do Galo de Barcelos ao Galo de Ouro, Lucas conta uma história de fé e Justiça | M. Sheik, Ney do Pagode, Branco, Tinta Forte, André Kabala, Pelé Hostinho, Rosali Ahumada Carvalho, Robson Moratteli | Chicão                       |
| 2    | Siri de Ramos                   | A soberana ordem dos Barões - Os caminhos te conduzem à Leopoldina            | Moisés Santiago, Mariano Araújo, Aldir Senna, Wilson Mineiro, Joca, Leandra Macedo, Bira da Globo | Jefão                        |
| 3    | Lins Imperial                   | Malandro é Malandro - Bezerra é da Silva                                      | Robinho Lins, Márcio Oliveira, Marcelo Marrom, Luís Caxias, Marquinho Valério, Gylnei Bueno, Rodrigo Cavanha | Rafael Tinguinha             |
| 4    | União do Parque Curicica        | Eu Vi Deus, ela é negra!                                                      | Rafael Gigante, Vinícius Ferreira, Pitimbú, Alexandre Alegria, André do Posto 7, Jefferson Oliveira | Ronaldo Yllê                 |
| 4    | União do Parque Curicica        | Eu Vi Deus, ela é negra!                                                      | Rafael Gigante, Vinícius Ferreira, Pitimbú, Alexandre Alegria, André do Posto 7, Jefferson Oliveira | Vic Tavares                  |
| 5    | Tradição                        | Gira, Baiana - Salve as Mães do Samba                                         | Igor Leal, Bruno Serrinho, Gusto Listo, Rodrigo Medeiros, Jailton Russo, Pestana Fábio Braga, Fernando Professor, Flavinho Bento, Rodrigo Ponte, Tinga, Mario Lúcio                                                                                                 | Leandro Santos               |
| 6    | Arame de Ricardo                | O Primeiro Bailarino do Carnaval                                              | André do Cavaco, Thiago Vaz, Braguinha, João Perigo, Fábio Martins, W. Motta, Matheus Antônio | Zé Paulo Miranda             |
| 7    | Vizinha Faladeira               | De Catulo a Lampião, bem vindos a terra do cão                                | Regina, Orlando Junior, Sergio Gil, Polegar, Fernando Lima | Tuninho Júnior               |
| 8    | Acadêmicos do Engenho da Rainha | Matamba, o sonho de uma rainha                                                | Mauro Neguinho, Orlando Ambrósio, André Kaballa, Márcio de Deus, Wallace Oliveira, Sérgio Rocco, Márcio Mamede, Thiago Vaz, Thiago Martins Robinho Bacalha, João Perigo, Hélio Maximus, Gilmar L. Silva, Renan Diniz, Richard Valença, Dudu Precisão, Lico Monteiro | Lucas Donato                 |
| 9    | Em Cima da Hora                 | Orlando Baptista: O menino e a bola                                           | Seginho Rocco, André Kaballa, Gilmar L. Silva, Orlando Ambrósio, Washington Mota, Michel do Alto Márcio de Deus, Tinga, Renan Diniz, Lico Monteiro, Thiago Sousa, Luizinho das Camisas                                                                              | Maderson Carvalho Igor Pitta |
| 10   | União de Maricá                 | Nelson Gonçalves - O autorretrato do Rei do Rádio                             | Pedro Cassa, Wagner Mariano, JotaPê, J. Vidal, Roberto Cardoso, Gilmar Nogueira, Natal, Pedrinho | Matheús Gaúcho               |
| 11   | Acadêmicos de Vigário Geral     | Mwene Komgo - O Reino Europeu na África que se tornou Folcrore no Brasil      | Carlinhos do Cavaco, Paulo Martins, Professor Aluisio, Antônio Amaral, Tadeuzinho, Luiz Carlos D’Avenida, Gigi da Estiva, Carlinhos Ousadia, Ivan Bueno, Betinha | Marcelo Riva                 |

### Résultats Série B
| Pos | Samba schools                   | Pts   | Classification Relégué          |
| --- | ------------------------------- | ----- | ------------------------------- |
| 1   | Acadêmicos de Vigário Geral     | 269.4 | Promus Série A                  |
| 2   | União do Parque Curicica        | 269.2 | Précédemment Spécial Intendente |
| 3   | Tradição                        | 269.1 | Précédemment LIVRES             |
| 4   | União de Maricá                 | 269.1 | Précédemment Spécial Intendente |
| 5   | Em Cima da Hora                 | 268.9 | Précédemment Spécial Intendente |
| 6   | Lins Imperial\|                 | 268.9 | Précédemment Spécial Intendente |
| 7   | Acadêmicos do Engenho da Rainha | 268.8 | Précédemment Spécial Intendente |
| 8   | Unidos de Lucas                 | 268.8 | Précédemment LIVRES             |
| 9   | Siri de Ramos                   | 268.8 | Précédemment LIVRES             |
| 10  | Arame de Ricardo                | 268.8 | Précédemment LIVRES             |
| 11  | Vizinha Faladeira               | 268.3 | Précédemment LIVRES             |

## Série C

### Défilé Série C
| 4 Mars 2019                 |
| Acadêmicos do Jardim Bangu  |
| Passa Régua                 |
| Flor da Mina do Andaraí     |
| Unidos da Villa Rica        |
| Difícil é o Nome            |
| Arranco                     |
| Império da Uva              |
| Sereno de Campo Grande      |
| Unidos da Vila Kennedy      |
| Unidos da Vila Santa Tereza |
| União do Parque Acari       |
| Unidos do Cabuçu            |
| Unidos do Jacarezinho       |

### Samba Enredo Série C
| Pis. | Écoles de Samba             | Titres                                                                               | Auteurs | Interprètes                      |
| Pis. | Écoles de Samba             | Titres                                                                               | Auteurs | Special Participation            |
| ---- | --------------------------- | ------------------------------------------------------------------------------------ | --- | -------------------------------- |
| 1    | Acadêmicos do Jardim Bangu  | De Sol a Sol vou levando meu Sertão                                                  | Richard Valença, Lico Monteiro, Renan Diniz, W. Motta, João Perigo Barulho, Celso do Tamanco, Thiago Vaz, Gigi da Estiva, Kevin Sardou                                                     | Rodrigo Souza                    |
| 2    | Passa Régua                 | O Passa Régua traz o poder e a justiça de Xangô                                      | Renan Diniz, Richard Valença, Fernando Professor, Lico Monteiro, Diego Nicolau, Paulinho Ju Thiago Vaz, Dr. Rodrigo, Dudu Senna, Wallace Oliveira, Carlinhos Ousadia, João Perigo          | Jhonatan Romão                   |
| 3    | Flor da Mina do Andaraí     | Floresta da Tijuca - Onde se viu nascer a minha flor                                 | Hilário Pinheiro, Felipe Quirino, Marlon Assumpção, Guido Calvet, Claudinho DVD, Bano Alves Jota, Diego Nicolau, Pixulé, Alexandre Reis, Valter Pena, Geraldo Botafogo e Claudinho Melodia | Eduardo Dias                     |
| 4    | Unidos da Villa Rica        | África Brasil: Sangue, Suor, Lágrima. Herança que nos uniu                           | Junior, Fio, Moisés, Jeje da Cuíca, Renato Lopes, Léo Rangel | Diogo Ribeiro                    |
| 5    | Difícil é o Nome            | Théatron a Difícil entra em cena e faz da Intendente Magalhães o seu palco iluminado | Jorginho Moreira, Professor Laranjo, Márcio de Deus, William do Salão | Lid Souza                        |
| 6    | Arranco                     | Arlindo Cruz - O partideiro Imperiano                                                | Arlindinho Neto, Evandro Bocão, André Diniz | Léo Simpatia                     |
| 6    | Arranco                     | Arlindo Cruz - O partideiro Imperiano                                                | Arlindinho Neto, Evandro Bocão, André Diniz | Arlindinho Neto                  |
| 7    | Império da Uva              | Rainha Nzinga, Símbolo de Resistência Africana                                       | Tânia Professora, Neguinho, Tide, Sérgio JR, Marli Jane, Mauro Cavalcante, Yeda Maranhão                                                                                                   | Rogério Santos                   |
| 8    | Sereno de Campo Grande      | Ser ou não ser, Não é a questão! Sereno é loucura, amor e paixão!                    | J. Giovanni, Solano Santos, Cláudio Mattos, Igor Vianna, Thiago Meiners, Jaci Campo Grande Sérgio Alan, Maurinho da Júlia, Reinaldo Cheveti, Gláucio Oliveira, Márcio .Com, André Baiacu   | Carlinhos Piloto Sandro Motta    |
| 8    | Sereno de Campo Grande      | Ser ou não ser, Não é a questão! Sereno é loucura, amor e paixão!                    | J. Giovanni, Solano Santos, Cláudio Mattos, Igor Vianna, Thiago Meiners, Jaci Campo Grande Sérgio Alan, Maurinho da Júlia, Reinaldo Cheveti, Gláucio Oliveira, Márcio .Com, André Baiacu   | Celino Dias                      |
| 9    | Unidos da Vila Kennedy      | Irôko, a árvore do senhor do céu                                                     | D’Paula, Flavinho Bento, Andrade, Jailton Russo, Adalberto, Aguinaldo Medina Rodrigo Medeiros, Maguinho VNB, Rodrigo Coelho, Luciano Flauzino, Tiquinho, Claudinho Russo                   | Flavinho Bento                   |
| 10   | Unidos da Vila Santa Tereza | Sob um olhar negro: Valongo. A história de um cais                                   | Amaro Poeta, Vinícius Ferreira, Rafael Gigante, Anderson Mancuso, Milton Carvalho, Jane Célia, Jefferson Nascimento, Gabriel Chocolate                                                     | Gabriel Chocolate Carolina Abreu |
| 11   | União do Parque Acari       | Tupã, uma história de amor contada em rosa, amarelo e branco no coração das matas    | Sandro Jr | Sandro Jr                        |
| 12   | Unidos do Cabuçu            | Tra-la-lá nas ondas do rádio                                                         | JB Oliveira, Vinicius Ferreira, Genésio, Vando Cardoso, Maykon Rodrigues | Maykon Rodrigues                 |
| 13   | Unidos do Jacarezinho       | Nzungu - Quilombo negro de resistência: Vamos fazer barulho de Preto na avenida!     | Lucas Donato, Matheus Machado, Marcos Vinícius, G. Tadeu | Aílton Santos                    |

### Résultats Série C
| Pos | Samba schools               | Pts   | Classification Relégué          |
| --- | --------------------------- | ----- | ------------------------------- |
| 1   | Império da Uva              | 269.5 | Précédemment Spécial Intendente |
| 2   | União do Parque Acari       | 269.3 | Précédemment Spécial Intendente |
| 3   | Acadêmicos do Jardim Bangu  | 269.2 | Précédemment Spécial Intendente |
| 4   | Unidos da Vila Santa Tereza | 269.1 | Précédemment Spécial Intendente |
| 5   | Unidos da Villa Rica        | 268.8 | Précédemment Spécial Intendente |
| 6   | Passa Régua                 | 268.6 | Précédemment Spécial Intendente |
| 7   | Difícil é o Nome            | 267.8 | Précédemment Spécial Intendente |
| 8   | Arranco                     | 267   | Précédemment Spécial Intendente |
| 9   | Unidos do Jacarezinho       | 267   | Précédemment Spécial Intendente |
| 10  | Sereno de Campo Grande      | 266.7 | Précédemment Spécial Intendente |
| 11  | Flor da Mina do Andaraí     | 266.1 | Précédemment Spécial Intendente |
| 12  | Unidos da Vila Kennedy      | 261   | Précédemment Spécial Intendente |
| 13  | Unidos do Cabuçu            | 260.4 | Relégué Accession Intendente    |

## Série D

### Défilé Série D
| 3 Mars 2019                       |
| Independente da Praça da Bandeira |
| Leão de Nova Iguaçu               |
| Rosas de Ouro                     |
| Independentes de Olaria           |
| Chatuba de Mesquita               |
| Império Ricardense                |
| Acadêmicos da Abolição            |
| Unidos de Cosmos                  |
| Unidos da Vila Kennedy            |
| Mocidade de Vicente de Carvalho   |
| Botafogo Samba Clube              |
| Mocidade Unida do Santa Marta     |

### Samba Enredo Série D
| Pistes | Écoles de Samba                   | Titres                                                                             | Auteurs | Interprètes                                              |
| Pistes | Écoles de Samba                   | Titres                                                                             | Auteurs | Special Participation                                    |
| ------ | --------------------------------- | ---------------------------------------------------------------------------------- | --- | -------------------------------------------------------- |
| 1      | Independente da Praça da Bandeira | Linear Histórico na Africanidade Meritiense                                        | Diego Chocolate et Charles Silva | Diego Chocolate Charles Silva                            |
| 2      | Leão de Nova Iguaçu               | Alma cabocla, magia, fascínio e preservação no coração da Amazônia                 | Marcelo Marrom, Nino do Cabuis, Gylney Bueno, Marquinho Valério, Juninho Copa, Luiz Caxias, Ali Jabr Beiço Rosa, Denilson Petisco, Douglas, Pedro Poeta, Marreco, Myngal, Mauro Naval                                      | Márcio Oliveira                                          |
| 3      | Rosas de Ouro                     | Iamandu e Jaci: O sporo da criação                                                 | Victor Rangel, Jéfferson Oliveira, Vinícius Ferreira, Rafael Gigante, Luís das Faixas | Gustavo Muniz                                            |
| 4      | Independentes de Olaria           | De canto em canto, te conto um conto                                               | Richard Valença, Fernando Professor, Thiago Vaz, Renan Diniz, Serginho Castro, Doutor Rodrigo, Celso do Tamanco, Kevin Sardou, Tem Tem Jr                                                                                  | Rodrigo Santos Clebinho Show                             |
| 5      | Chatuba de Mesquita               | A mística magia, dos contos infantis                                               | Tiago Moraes, Alexandre Valle, Paulo Bispo, Márcio França, Sarmento, Cris Oliveira, Gigi da Estiva JC Saraiva, Marcelo Machado, Carlinhos da Xerox, JR Strayller, Carlinhos Ousadia, Luciano da Kombi, Di Menor Beija-Flor | Glório                                                   |
| 6      | Império Ricardense                | Ama - O brado das Amazonas                                                         | Cosme Araujo, Cezar Brandão, Claudio Vagareza, Felipe Nazário, Lu Moura Julio SP, Thiago Martins, Cleber do Tamborim, Robinho Bacalha, Juninho Sambista                                                                    | Felipe Nazário Giovane Mello Lillah Borges Cris Oliveira |
| 7      | Acadêmicos da Abolição            | Conceição Evaristo - A “escrevivência” abolicionista em versos, poemas e contos    | Junior Fionda, Lequinho, Wagner Santos, Manolo, Jorginho Moreira, William do Salão | Raphael Krek                                             |
| 7      | Acadêmicos da Abolição            | Conceição Evaristo - A “escrevivência” abolicionista em versos, poemas e contos    | Junior Fionda, Lequinho, Wagner Santos, Manolo, Jorginho Moreira, William do Salão | Vic Tavares                                              |
| 8      | União de Jacarepaguá              | Africanidade                                                                       | Ivanísia, Chico LS, Tuninho Azevedo, Wagner Rodrigues, Gigi da Estiva Jairo Lima, Wanderley Santana, Antônio Conceição, Roberto Farrow, Girão                                                                              | Tuninho Azevedo                                          |
| 9      | Unidos de Cosmos                  | O Nordeste que ninguém viu! Do gelo emergiu o tesouro no Brasil                    | Nito de Souza, Didjo, Flávio Agogô, Rodrigo, Geraldo, Vitorino, Tom Moreno | Fabrício Alves Aurélio Brito                             |
| 10     | Mocidade de Vicente de Carvalho   | A Mocidade traz o poder da cura e a fé de uma Nação                                | Odmar do Banjo, Tim do Táxi, Kabeça do Táxi, Jorginho Moreira, Juninho Madureira, Barata Benevenuto | Márcio Pança                                             |
| 11     | Botafogo Samba Clube              | Túlio, O Glorioso                                                                  | Kunta, Tem Tem Jr, Chicão, André Ronaldo, Clebão, Jean Marques Bruno Caeiro, Rod Beckeham, Mateus Rodrigues, Luizinho das Camisas, Denis Moraes                                                                            | Tiãozinho Cruz                                           |
| 12     | Mocidade Unida do Santa Marta     | Dona Marta é superstar no país onde a carne mais barata do mercado é a carne negra | Zé Mario, Junior Lima, Maninho, Sidimar, Armandinho do Cavaco, Raí Trovesk | Digão                                                    |

### Résultats Série D
| Pos | Samba schools                     | Pts   | Classification Relégué       |
| --- | --------------------------------- | ----- | ---------------------------- |
| 1   | União de Jacarepaguá              | 269.3 | Promus Spécial Intendente    |
| 2   | Botafogo Samba Clube              | 269.3 | Promus Spécial Intendente    |
| 3   | Independentes de Olaria           | 268.7 | Promus Spécial Intendente    |
| 4   | Acadêmicos da Abolição            | 268.2 | Relégué Accession Intendente |
| 5   | Leão de Nova Iguaçu               | 268.1 | Relégué Accession Intendente |
| 6   | Rosas de Ouro                     | 267.8 | Relégué Accession Intendente |
| 7   | Independente da Praça da Bandeira | 267.6 | Relégué Accession Intendente |
| 8   | Mocidade de Vicente de Carvalho   | 267.4 | Relégué Accession Intendente |
| 9   | Império Ricardense                | 267.2 | Relégué Accession Intendente |
| 10  | Unidos de Cosmos                  | 266.7 | Relégué Accession Intendente |
| 11  | Chatuba de Mesquita               | 266.1 | Relégué Groupe d'Évaluation  |
| 12  | Mocidade Unida do Santa Marta     | 262.9 | Relégué Groupe d'Évaluation  |
| 13  | Caprichosos de Pilares            | 0.0   | Relégué Accession Intendente |

## Série E

### Défilé Série E
| 9 Mars 2019                      |
| Feitiço do Rio                   |
| Unidos da Barra da Tijuca        |
| Acadêmicos da Diversidade        |
| Imperadores Rubro-Negros         |
| Mocidade Independente de Inhaúma |
| Guerreiros de Jacarepaguá        |
| Mocidade Unida da Cidade de Deus |
| Alegria do Vilar                 |
| Arrastão de Cascadura            |
| Unidos de Queimados              |
| União de Campo Grande            |
| Unidos de Manguinhos             |
| Delírio da Zona Oeste            |
| Coroado de Jacarepaguá           |
| Acadêmicos do Dendê              |

### Samba Enredo Série E
| Pistes | Écoles de Samba                  | Titres                                                                             | Auteurs | Interprètes                      |
| Pistes | Écoles de Samba                  | Titres                                                                             | Auteurs | Special Participation            |
| ------ | -------------------------------- | ---------------------------------------------------------------------------------- | --- | -------------------------------- |
| 1      | Feitiço do Rio                   | Do sagrado ao profano, tem batuque na Pedra do Sal                                 | Wagner de Barros, Abobrão, Danilo Barros, Gabriel Tupã | Betinho do Cavaco                |
| 2      | Unidos da Barra da Tijuca        | Eu não sei se você é, Mas eu sei que eu sou, Barra da Tijuca, Meu amor!            | Aluízio Machado, Paulinho Valença, Carlitos Santos, Victor Alves, Robinho Soares Doc Santana, Marco Ribeiro, Hilara Rodrigues, França JR, Fernando Tupinambá                                                                            | Anderson Paz Marco Vivan         |
| 3      | Acadêmicos da Diversidade        | Vovó Catarina das almas, cura e claridade. A história da cura por Negros no Brasil | Carlos Senna e Dudu Senna | Lucas Donato                     |
| 4      | Imperadores Rubro-Negros         | Paixão pelo Clube, amor pelo Samba: Uma história de Futebol e Carnaval             | André Diniz, Evandro Bocão, Dudu Nobre, Xande de Pilares, Hudson Luiz | Hudson Luiz                      |
| 4      | Imperadores Rubro-Negros         | Paixão pelo Clube, amor pelo Samba: Uma história de Futebol e Carnaval             | André Diniz, Evandro Bocão, Dudu Nobre, Xande de Pilares, Hudson Luiz | Sandra de Sá Dudu Nobre Buchecha |
| 5      | Mocidade de Inhaúma              | A Grande Sinfonia da Vida, Segundo a Tradição Yorubá                               | Zé Luís Dias, Marcos Caju, Rogério Santos, Dayvidson Costa | Lid Souza                        |
| 6      | Guerreiros de Jacarepaguá        | Cid Carvalho: Guerreiro que é Guerreiro não foge à luta                            | Andre Kaballa, Caique Alves, Luiza Fontella, Márcio de Deus, Márcio Barbosa, William, Carlinhos Ousadia, Jussara Pereira, Márcio Pança                                                                                                  | Tiãozinho Cruz                   |
| 7      | Mocidade Unida da Cidade de Deus | Quilombo dos Palmares, um paraíso negro                                            | Santos Melodia, Francks Santos, Mário Flor | Léo Capoeira Bianca Barcellos    |
| 8      | Alegria do Vilar                 | Opará: Por onde passo te banho de cultura!                                         | Marquinho Rosali, Carvalho, João Perigo, Júlio Page, Juan Carlos Herrera, Igor Pitta, Esiel Nascimento | Beiço Rosa                       |
| 9      | Arrastão de Cascadura            | Cascadouro                                                                         | Jorginho Moreira, Odmar do Banjo, Flávio Back, Tim do Táxi, Madalena, Luiz Carlos e Kabeça do Táxi, Lid, Anderson Bala | Róbson Lincoln                   |
| 10     | Unidos de Queimados              | Queimados - O aroma do Progresso                                                   | Karolaine Marques, Paulinho Branco, Rogério Silva, Celinho do Cavaco | Rogério Silva                    |
| 11     | União de Campo Grande            | Uma viagem com o povo pelo comércio e indústria, que fazem desse bairro um exemplo | Aldair José da Silva, Valdir Francisco da Cruz, Valdecir Batista da Silva | Valmir Raiz                      |
| 12     | Unidos de Manguinhos             | Carnevale                                                                          | Odmar do Banjo, Tim do Táxi, Marcelo Poesia, Carlinhos Devagar, Henrique Pris | Barata Benevenuto                |
| 13     | Delírio da Zona Oeste            | Delirando com as lendas e mistérios da Amazônia                                    | Rodney Figueiredo, Luiz das Faixas, Nico do Largo, Briendo, Dário Lima | Caim da Praça                    |
| 14     | Coroado de Jacarepaguá           | Coroado é vida. Coroado é Alegria!                                                 | Luiza Fontella, Kaballa, Jussara Pereira, Dalton Ferreira, Raphael Machado, Uilber Guarinho Sandra Castro, Márcio de Deus, Paulinho da Fruta, Filhinho, Valdo, Maghal Pitimbú, Buda, Cidão, Nelson Pilão, João Batera, Geraldo Botafogo | Léo Capoeira                     |
| 15     | Acadêmicos do Dendê              | Mburukujá...E por falar em paixão!...                                              | Kadinho da Ilha, Plemobill, Bruno Revelação Xavier, Maciel, Mili | Ed Lima                          |

### Résultats Série E
| Pos | Samba schools                    | Pts   | Classification Relégué           |
| --- | -------------------------------- | ----- | -------------------------------- |
| 1   | Acadêmicos da Diversidade        | 179.8 | Promus Accession Intendente      |
| 2   | Unidos de Manguinhos             | 179.6 | Promus Accession Intendente      |
| 3   | Imperadores Rubro-Negros         | 179.6 | Promus Accession Intendente      |
| 4   | Unidos da Barra da Tijuca        | 179.5 | Précédemment Groupe d'Évaluation |
| 5   | Feitiço do Rio                   | 179.1 | Précédemment Groupe d'Évaluation |
| 6   | Arrastão de Cascadura            | 179   | Précédemment Groupe d'Évaluation |
| 7   | Alegria do Vilar                 | 178.5 | Précédemment Groupe d'Évaluation |
| 8   | Mocidade Unida da Cidade de Deus | 178.4 | Précédemment Groupe d'Évaluation |
| 9   | Coroado de Jacarepaguá           | 178.3 | Précédemment Groupe d'Évaluation |
| 10  | Acadêmicos do Dendê              | 178.3 | Précédemment Groupe d'Évaluation |
| 11  | Delírio da Zona Oeste            | 177.6 | Suspendue                        |
| 12  | União de Campo Grande            | 176.5 | Suspendue                        |
| 13  | Unidos de Queimados              | 176.2 | Suspendue                        |
| 14  | Guerreiros de Jacarepaguá        | 176.2 | Suspendue                        |
| 15  | Mocidade Independente de Inhaúma | 0.0   | Suspendue                        |